# HD 63032
HD 63032, nota anche come c Puppis, è una stella gigante brillante arancione di magnitudine 3,64 situata nella costellazione della Poppa. Dista 1388 anni luce dal sistema solare.

## Osservazione
Si tratta dell'astro più luminoso e centrale dell'ammasso aperto NGC 2451, posto al centro della costellazione. La sua posizione moderatamente australe fa sì che questa stella sia osservabile specialmente dall'emisfero sud, in cui si mostra alta nel cielo nella fascia temperata; dall'emisfero boreale la sua osservazione risulta invece più penalizzata, specialmente al di fuori della sua fascia tropicale. Essendo di magnitudine 3,6, la si può osservare anche dai piccoli centri urbani senza difficoltà, sebbene un cielo non eccessivamente inquinato sia maggiormente indicato per la sua individuazione.
Il periodo migliore per la sua osservazione nel cielo serale ricade nei mesi compresi fra dicembre e maggio; nell'emisfero sud è visibile anche all'inizio dell'inverno, grazie alla declinazione australe della stella, mentre nell'emisfero nord può essere osservata limitatamente durante i mesi della tarda estate boreale.

## Caratteristiche fisiche
La stella è una gigante brillante arancione, anche se a volte viene classificata di tipo K4III, come una normale gigante o anche K2,51b, cioè come una supergigante.. Ha una massa 12 volte quella del Sole, e come le stelle con questa massa la sua vita è breve e nonostante abbia 16 milioni di anni è già in un avanzato stadio evolutivo.
Possiede una magnitudine assoluta di -4,5 e la sua velocità radiale positiva indica che la stella si sta allontanando dal sistema solare.